# گرابوف ناد ویسوان
گرابوف ناد ویسوان (به لهستانی:  Grabów nad Wisłą) یک روستا در لهستان است که در گمینا پژونک واقع شده‌است.